# 인디 록
인디 록(영어: indie rock)은 독립적인 언더그라운드 음악 신(scene)에서 볼 수 있는 대안적인 록(alternative rock) 음악을 말한다. 기본적으로 독립 음반사와 계약을 했거나, 계약없이 활동하는 록 음악가를 지칭한다. 로우파이(lo-fi), 포스트 록, 세드코어(sadcore), 메스록(math rock), 슈게이징(shoegazing), 인디팝이라는 장르 또는 하위 장르와 같이 거론되며, 인디 록은 음악가가 음반제작에 있어서 외부의 간섭없이 만들어 내고, 독립 음반사를 통해 발매한다. 공연과 입소문, 독립방송 또는 대학방송의 라디오를 통하여 홍보를 하며, 인기를 얻은 음악가들은 메이저 음반사와 계약을 맺기도 한다.

## 역사

### 1980년대
영국의 경우, 1980년대 초 인디 음악 차트가 생겨났다. 이 차트는 기타와 베이스를 주축으로 결성된 새로운 얼터너티브 록 밴드들을 다루고 있었다. 특정 밴드로는 아즈텍 카메라(Aztec Camera), 오렌지 쥬스(Orange Juice)와 같은 인디 팝 아티스트들과 C86 쟁글 팝(jangle-pop) 무브먼트와 트위 팝(Twee Pop)으로 불리는 사라 레코드(Sarah Records)사로 소속 아티스트들이 포함되었다.
다른 정의로는 스미스(The Smith), 스톤 로지스(The Stone Roses), 지저스 앤드 메리 체인(The Jesus and Mary Chain)과 같은 1990년대 슈게이징과 브릿팝과 같은 얼터너티브 록에 영향을 준 1980년대 활약한 밴드들을 말하기도 한다.
미국의 경우, 1970년대와 1980년대 초에 있었던 직접만들기(DIY ethic) 원칙에 큰 영향을 받은 얼터너티브 록 음악 신(scene)을 계승한 밴드들을 일반적으로 인디 록이라고 지칭하였다. 1980년대 들어서 인디록은 신경에 거슬리며, 육중한 사운드를 들려주는 허스커 두(Hüsker Dü), 다이노소어 주니어(Dinosaur Jr), 소닉 유스(Sonic Youth), 빅 블랙(Big Black)과 같은 미국 인디 레이블 소속 밴드를 지칭하였고, 이와 별개로는 R.E.M.과 10,000 메니악스(10,000 Maniacs)와 같은 컬리지 록 밴드들도 포함되는데, 이들은 10년 후에 메이저 레이블과 계약하게 된다. 1980년대 말에 활동하였던 밴드 픽시스(Pixies)는 90년대와 지금의 인디 록 음악에 큰 영향을 주었다고 이야기 한다.

### 1990년대
1990년대 중반까지는 너바나(Nirvana), 앨리스 인 체인스(Alice in Chains), 사운드가든(Soundgarden)과 펄 잼(Pearl Jam)과 같은 그런지 밴드들이 이끌었던 얼터너티브 록이 주류음악으로 편입되어, 상업적인 큰 성공을 거두게 되고, 널리 알려지게 된다. 얼터너티브가 상업화가 되고 주류음악에서 성공을 거둔 지, 얼마 지나지 않아서 메이저 음반사의 투자가 이어지고, 상업적이고, 상투적이고, 보수적인 접근의 제작방식을 취하게 된다. 이쯤되었을 때 "대안적인(alternative)"이라는 이름표가 원래의 뜻을 잃어버리고 말았다. 이러한 얼터너티브 음악이 주류음악에서 거둔 성공에 비교하여 인디 록은 보다 반문화적(反문화적, counter-cultural)인 의미를 가지면서, 언더그라운드(underground)에 남아있는 장르 또는 밴드들을 지칭하는데 사용되었다. 1990년대 인디 록에 있어 결정적인 순간중 하나는 엘리엇 스미스(Elliott Smith), 가이디드 바이 보이시스(Guided by Voices), 페이브먼트(Pavement), 세바도(Sebadoh), 그리프터스(The Grifters), 리즈 페어(Liz Phair), 엘리펀트 식스 레코딩 컴퍼니(The Elephant 6 Recording Co.), 뉴트럴 밀크 호텔(Neultral Milk Hotel)과 같은 밴드들이 앞장섰던 로우 파이(lo-fi) 운동이었다. 이들은 미숙한 녹음 기술과 역설적으로 초연한 자세를 가졌으나, 주류 얼터너티브 록 신으로의 편입에 대해서는 관심이 없었다.

#### 1990년대 주요 인디 록 장르
- 브릿팝(Britpop): 블러(Blur), 오션 칼라 씬(Ocean Color Scene), 슈퍼그라스(Supergrass), 샐러드(Salad), 오아시스(Oasis)
- 로우 파이(Lo fi), 이미 위에서 언급
- 노이즈 록(Noise Rock): 드라이브 라이크 예후(Drive Like Jehu), 언운드(Unwound), 셀락(Shellac), 데우스(dEUS)
- 메스 록(Math Rock): 차베스(Chavez), 준 오브 44(June of 44)
- 포스트 록(Post Rock): 슬린트(Slint), 모과이(Mogwai)
- 포스트 하드코어(Post-hardcore): 엣 드라이브 인(At The Drive-in), 프게이지(Fugazi), 걸스 어게인스트 보이즈(Girls Against Boys), 쟈박스(Jawbox), 드라이브 라이크 예후(Drive Like Jehu)
- 트위 팝(Twee pop): 클럽(club), 애플스 인 스테레오(The Apples in Stereo), 드레시 베시(Dressy Bessy), 튤리크라프트(Tullycraft)
- 인디 팝(Indie pop): 벨 앤 세바스찬(Belle & Sebastian), 데스 캡 포 큐티(Death Cab for Cutie)
- 얼트 컨트리(Alt-country): 엉클 튜펠로(Uncle Tupelo), 보틀 로켓츠(Bottle Rockets)

## 최근의 동향
인디 밴드들은 많은 리스너들 - 특히 대학생들 - 사이에서 인기를 끌어왔다. 많은 인디 밴드들은 대학교에서 열린 무료 공연을 통하여 음악 경력을 시작해왔다. 다이키니스(Dykeenies), 실버선 픽업스(Sliversun Pickups), 도쿄 폴리스 클럽(Tokyo Police Club), 피플 인 플레인스(People in Planes)와 막시모 파크(Maxïmo Park)와 같은 밴드들은 그 들만의 방식으로 음반 차트에 오르게 된다.

### 2000년대 이후 영국
일부 인디 밴드들에게 지원된 문화예술위원회 기금으로, 음악 배급의 상업적 기회와 홍보의 기회를 증가할 수 있었고, 일부 인기있었던 행동들은 전적으로 독립적이었다. 또한, 영국에서의 독립 음악은 주류와 인디 음악 장르사이에 비교적 넓은 겹침으로 인한 이득을 보게된다. 라디오헤드(Radiohead)는 그들의 음악을 독립적으로 발매한다. 그들은 기업의 지원을 받지 않고, 계속해서 실험적으로 음악을 만들고 있으며, 인기가 있고, 유명하다. 그라임(grime) 음악과 같은 장르에서는 독창적이고, 특유의 음악을 만드는 많은 아티스트들은 주류 시장의 성공을 목표에 두지 않는다. 이러한 인식은 영국은 독창적이고 실험적인 음악을 제작의 전통을 계속 유지하게 하며, 메이저 음반 기업에게 포섭당하지 않고도 주류 시장에서 성공할 수 있게 한다.

## 같이 보기
- 인디 밴드